# Białoruski Ruch Wyzwoleńczy
Białoruski Ruch Wyzwoleńczy (biał. Беларускі Вызвольны Рух, BWR) – emigracyjna białoruska organizacja polityczno-wojskowa o charakterze antykomunistycznym w latach 1950–1957
Organizacja została utworzona w 1950 r. w zachodnich Niemczech przez mjr. Ludwiga Zarecznego, b. oficera Białoruskiej Obrony Krajowej. Działalność prowadzono też w Wielkiej Brytanii, nawiązując kontakty z brytyjskimi służbami specjalnymi. Przy ich pomocy na Białoruś i do Polski były przerzucane samolotami wywiadowczo-dywersyjne grupy zbrojne złożone z członków Ruchu. Część Białorusinów zdołała powrócić na Zachód. W rejonie Manchesteru założono szkołę oficerską, która przygotowywała kadry partyzanckie. Ludwig Zareczny nawiązał współpracę z Ukraińską Gwardią Narodową atamana Tarasa Bulby-Borowcia. Początkowo Białoruski Ruch Wyzwoleńczy działał konspiracyjnie, ale w 1952 r. został zalegalizowany. 27 lutego tego roku mjr L. Zareczny jako "kierownik Biura Organizacyjnego Sztabu Głównego BWR" wydał odezwę skierowaną do białoruskich wojskowych przebywających na emigracji, która wzywała do przyłączenia się do "wojskowo-politycznego centrum wyzwolenia Białorusi", mającego koordynować siły białoruskiego ruchu antysowieckiego. 9 marca w Manchesterze odbyła się nadzwyczajna konferencja białoruskich wojskowych, zakończona utworzeniem Sztabu Głównego BWR. Wkrótce w Langenfeld w RFN zaczęły wychodzić pisma "Незалежная Беларусь" i "Інфармацыйны бюлетэнь Галоўнага Штабу БВР". Ruch prowadził bliską współpracę polityczną z Białoruską Centralną Radą (BCR), wysyłając przedstawicieli na jej zebrania. W latach 1952–1953, wykorzystując struktury terenowe BCR, w różnych krajach zachodniej Europy powstawały sztaby krajowe BWR. Utworzono też oddziały młodzieżowe BWR. Prezydent BCR Radosław Ostrowski próbował podporządkować sobie BWR, na co nie zgadzał się mjr L. Zareczny. W tej sytuacji 8 lutego 1954 r. R. Ostrowski zdymisjonował mianowanego wcześniej pułkownikiem L. Zarecznego z funkcji kierownika Sztabu Głównego BWR, mianując na jego miejsce mjr. Uładzimira Sieńkę. Jednakże płk L. Zareczny 18 lutego tego roku wydał "Odezwę do wszystkich członków BCR i wszystkich białoruskich obywateli", w której poinformował o dalszej działalności BWR i zwołaniu wszechemigracyjnego zjazdu. W jego przededniu Białoruski Ruch Wyzwoleńczy rozpadł się na 2 części. W Wielkiej Brytanii swój BWR stworzył Symon Serafimowicz i Jagor Papko. 29 sierpnia w Manchesterze odbył się 1 wszechemigracyjny zjazd BWR. Przyjęto na nim statut organizacji i wybrano struktury kierownicze. Sekretarzem Generalnym został S. Szczerba, przewodniczącym Komitetu Centralnego mjr L. Zareczny. Ogłoszono też "Manifest BWR", wzywający w odpowiednim momencie do rewolucji narodu białoruskiego. W odpowiedzi na zjazd 27 października plenum i kolegium Białoruskiej Centralnej Rady "zlikwidowały" BWR, powołując na jego miejsce Białoruski Front Wyzwoleńczy. Osłabiony BWR rozpadł się na małe grupy. Na ich czele stał formalnie mjr U. Sieńka, ale faktycznie jego władza była iluzoryczna. Wkrótce wpływ BWR na białoruską emigrację stał się minimalny. Pomimo tego 7 września 1957 r. w Duisburgu miał miejsce 2 wszechemigracyjny zjazd BWR, na który przybyło ogółem 41 delegatów głównie z Wielkiej Brytanii, ale też z Hiszpanii, Francji, Austrii, Argentyny, Kanady i Australii. Obrady dotyczyły jednak w większości błahych spraw. Przeprowadzono ponadto "czystkę" szeregów BWR, usuwając różne osoby i grupy, nie odpowiadające kierownictwu organizacji. Oznaczało to faktyczny koniec działalności BWR. 2 grupy powołujące się na BWR działały jeszcze w latach 60. i 70. w Wielkiej Brytanii, ale trudno nazwać je kontynuatorami Ruchu. W USA od 1965 r. Aleś Zmagar wydawał reaktywowane pismo "Незалежная Беларусь", na łamach którego odwoływano się do BWR.